# Yves Doaré
Yves Doaré, né le 19 mars 1943 à La Roche-Bernard dans le Morbihan, est un peintre et graveur français.

## Biographie
Yves Doaré passe son enfance et sa scolarité à Quimper, au cours complémentaire Paul Bert de la 6e à la 3e, puis au lycée de La Tour d'Auvergne, en section scientifique. Il fait toute sa carrière dans cette ville.
Voulant s'orienter vers une carrière artistique, il intègre les cours du soir dans l'atelier de Jean Delpech en 1969-1970, ce qui lui permet, de 1976 à 1978, d'être pensionnaire à la Casa de Velázquez à Madrid.
Yves Doaré est considéré comme faisant partie de la gravure visionnaire ainsi que fantastique. Son style est dans la déformation des formes, zoomorphes, anthropomorphes, mécanomorphes. Les corps et les formes semblent être étirés, compressés, c'est la création d'un chaos cherchant l'unité, l'harmonie via l'abstraction.
Dans sa période visionnaire il aborde plusieurs thèmes récurrents : 
- La plongée dans l'organique qu'il obtient via des ciselures appuyés, il cherche la profondeur de l'anatomie notamment dans ses œuvres Chercheurs d'âmes ou Chimère 1.
- La célébration du monstrueux avec ses œuvres Pièges II ou Ange.
- L'exaltation du chaos cherchant à concilier le chaos et l'harmonie.
- Les paysages métaphysiques avec Hommage à Seghers ou Tombeau d'Héraclite.

À la suite de son exposition au musée des Beaux-arts de Quimper, Yves Doaré fera plusieurs legs à ce musée. Entre 2006 et 2013 il donne un total de 102 œuvres, la plupart d'entre elles son des gravures sur cuivre et sur bois.
En 2023 il participera à l'exposition "de l'ombre à la lumière" au musée des Beaux-Arts de Quimper, où il sera choisit par la BNF et la famille Moulin pour procéder au tirages de matrices inédites mise au jour lors de la commémoration de la 80e année de la disparition de Jean Moulin.

## Expositions

### Expositions personnelles
- 1975 : Galerie Sumers, New-York
- 1982 : Galerie Michèle Broutta, Paris
- 1985 : 
  - Maison de la Culture, Orléans
  - Galerie Gloux, Concarneau
- 1987 : 
  - Galerie Don Quichotte, Rome
  - Galerie Michèle Broutta, Paris
- 1989 : 
  - Galerie de l’Epée (Patrick Gaultier), Quimper
  - Galerie Michèle Broutta, Paris
- 1990 : Galerie 2016, Neuchâtel (Suisse)
- 1993 : 
  - Ateliers d’Arts, Douarnenez
  - Le Quartz, Brest
  - Galerie Michèle Broutta, Paris
- 1994 : 
  - Galerie du Musée de l’art contemporain, Chamalières
  - Galerie De Zwarte Maan, Bruxelles
  - Graphic Art Promotion, Nederzwalm, Belgique
- 1995 : Salon de la petite édition, Quimper
- 1997 : 
  - Bibliothèque municipale, Quimper
  - Galerie du Théâtre, Quimper
- 1998 : Galerie Michèle Broutta, Paris
- 1999 : Maison internationale des poètes et des écrivains, Saint-Malo[5]
- 2001 : 
  - Fondation Taylor, Paris
  - Musée de l’abbaye Saint-Léger, Soissons
- 2002 : Le Likès, Quimper
- 2003 : 
  - Galerie Dupuis (Crédit agricole), Bruxelles
  - Collège La Tourelle, Quimper
- 2004 : Fondation Taylor, Paris
- 2005 : 
  - Musée des beaux-arts, Quimper
  - Centre culturel Jacques Brel, Thionville
  - Galerie du Théâtre, Brive-La-Gaillarde
  - Musée de Gajac, Villeneuve sur Lot
- 2007: 
  - Euro estampe, Lorient
  - Biennale de gravure sur bois, Albi
  - Biennale de gravure, Conflans Sainte Honorine
  - Galerie Patricia Oranin, Pont-L'Abbé
- 2009: Médiathèque de Langueux
- 2010: Les Ursulines Quimperlé
- 2011 : 
  - Musée d'Issoudun
  - Musée de Soissons
  - Fort de Sainte-Marine
- 2015 : Pension Gloanec, Pont-Aven
- 2017 : Galerie Anaphora, Paris

### Expositions collectives
- 2002 : « Victor Hugo et les artistes contemporains »[6], galerie municipale d'art contemporain de Chamalières
- 2012 : « Les Visionnaires », musée Panorama de Bad Frankenhausen (Allemagne)[7],[8]

## Collections publiques
- Fonds régional d'art contemporain de Bretagne, Rennes
- Fonds national d'art contemporain, Paris
- Musées : 
  - The Neuberger Museum, New-York
  - Musée-Château, Annecy
  - Musée breton, Quimper
  - Musée municipal, Morlaix
  - Musée de Soissons
  - Abbaye Saint-Léger
  - The Impressions workshop, Boston
  - Musée d'Art contemporain, Madrid
  - Musée d'Issoudun
  - Musée du dessin et de l'estampe originale, Gravelines
- Cabinets d'estampes : 
  - Cabinet des estampes, Bibliothèque nationale, Paris
  - The Achenbach Foundation for Graphic Arts, San Francisco
- Bibliothèques et arthothèques : 
  - The New-York Public Library
  - Arthothèques de Brest, Hennebont, Mulhouse
- Médiathèques : Toulouse, Quimper, Nice, Nancy, Rennes, Lyon
- Bibliothèque de l'Ecole polytechnique de Paris